# Usszuri-vaddisznó
Az usszuri-vaddisznó (Sus scrofa ussuricus) az emlősök (Mammalia) osztályának párosujjú patások (Artiodactyla) rendjébe, ezen belül a disznófélék (Suidae) családjába tartozó vaddisznó (Sus scrofa) egyik alfaja.

## Előfordulása
Az usszuri-vaddisznó előfordulási területe Kína keleti része, az Amur-vidék és az Usszuri-föld

## Megjelenése
A vaddisznóalfajok közül ez a legnagyobb, úgy hosszra, mint testtömegre is. Testét sötét színű szőrzet borítja. Az orrától a füléig fehér sáv húzódik. A könnycsontjai (os lacrimale) rövidítettek, viszont a kelet-szibériai vaddisznóénál (Sus scrofa sibiricus) hosszabbak.

## Fordítás
- Ez a szócikk részben vagy egészben  a   Wild boar című angol Wikipédia-szócikk ezen változatának fordításán alapul.  Az eredeti cikk szerkesztőit annak laptörténete sorolja fel. Ez a jelzés csupán a megfogalmazás eredetét és a szerzői jogokat jelzi, nem szolgál a cikkben szereplő információk forrásmegjelöléseként.